# 국승연
국승연(1973년 1월 5일 ~ )은 대한민국의 성우이다. 1998년 EBS에 입사했으며, 현재는 EBS 17기이다. 교육방송 성우극회 소속.

## 출연 작품

### 애니메이션
- 《4학년 2반 아이들》 (EBS) - 담임 선생님
- 《당근소년 헨리》 (EBS) - 디디
- 《뚱보기사 보리와 모리》 (EBS)
- 《말썽꾸러기 띠떼프》 (EBS)
- 《미운오리 새끼 페오》 (EBS)
- 《보글보글 스폰지밥》 (니켈로디언) - 퐁퐁부인, 진주
- 《소피는 말썽꾸러기》 (EBS) - 폴 엄마
- 《야! 러그래츠》 (EBS)
- 《오스카 음악대》 (EBS) - 실비아 / 바이올라
- 《용용나라로 떠나요》 (EBS) - 용두 엄마
- 《우바우바 마수필라미》 (EBS) - 비부
- 《은하축구 챔피언》 (EBS) - 데임
- 《접속 트윕시》 (EBS) - 리시네 반 담임
- 《쫑알쫑알 진저》 (재능TV)
- 《파워퍼프걸》 (카툰네트워크) - 사라
- 《Z.O.E》 (애니원)
- 《그리스 로마 신화》 (EBS) - 아테나

### 영화
- 《러브 레터》 (SBS) - 학생(후지무라 치카)

### 방송
- EBS 뉴스

### 게임
- 기동전사 건담 해후의 우주 (PS2)
- 길티기어 시리즈 - 밀리아 레이지
- 헤일로 시리즈 - 미란다 키예스
- 아머드 코어

### 광고
- SM5 (르노삼성자동차)
- 그랜저 (현대자동차)
- KT
- 나이키
- 카니발 (기아자동차)
- 토스카 (지엠대우)
- 아반떼 (현대자동차)
- 쏘니베가
- 타코나
- 렉서스
- 매직스테이션 (삼성전자)
- 하우젠 김치 냉장고
- 후지파인픽스
- YTN 연중 캠페인
- 크리스찬디올 향수

### 예고
- EBS 주말 하이라이트

### 기타
- 고등학교 영어 듣기 능력 평가
- EBS 다큐 다수
- 생방송 교육 대토론
- EBS 주말 프로그램 방송 안내 다수